# Déluge au pays du Baas
Pour plus de détails, voir Fiche technique et Distribution.
Déluge au pays du Baas (Ṭoufān fi Balad al-Baath, طوفان في بلد البعث) est un moyen métrage documentaire franco-syrien réalisé par Omar Amiralay et sorti en 2003.
Ce film, le dernier d'Amiralay, critique le régime baasiste en Syrie, en particulier le projet de construction du barrage de Tabqa et l'impact du parti sur la vie politique et l'éducation dans le pays. Dans Déluge au pays du Baas, Amiralay reprend des séquences de son premier film Film-essai sur le barrage de l'Euphrate (1970) pour critiquer son enthousiasme initial pour le parti Baas. Bien qu'interdit en Syrie, comme la plupart des films d'Amiralay, Déluge au pays du Baas était facilement disponible dans le pays sur des DVD pirates. Après qu'une diffusion satellite du film a été vue par des téléspectateurs syriens, Amiralay a été arrêté et interdit de quitter le pays. Déluge au pays du Baas a été plébiscité par les critiques et les spécialistes du cinéma et a remporté le prix du meilleur court métrage à la Biennale des films arabes 2004 à Paris.

## Synopsis
Au début de Déluge au pays du Baas, Amiralay parle, en visionnant son premier court métrage Film-essai sur le barrage de l'Euphrate (1970), de ses regrets d'avoir réalisé ce film. Il mentionne un rapport selon lequel tous les premiers barrages construits par le parti Baas risquaient de s'effondrer comme le Zeyzoun en 2002, et du réservoir du barrage, le lac el-Assad, comme symbole du régime, « submergeant toute la vie en Syrie ». Le documentaire dépeint l'extrême pauvreté en Syrie et le contrôle total du parti Baas sur la vie politique du pays. Dans le documentaire, Shaykh Diab al-Mashi, un ancien chef de la tribu Busha'ban et le plus ancien membre du Parlement syrien, parle de sa loyauté envers le président Hafez el-Assad, qui a récompensé al-Mashi avec un siège permanent au Parlement syrien,. Le village de l'école, al-Mashi (entre l'Euphrate et Manbij), porte le nom de la famille du parlementaire,.
Dans la séquence de l'école primaire d'un village rural, dont le directeur Khalaf est le neveu de Diab al-Mashi,, les enfants prononcent et chantent par cœur des slogans du Baas à la gloire du président, tels que « Nous sommes la voix du prolétariat ». Ils lisent également un extrait d'un manuel scolaire baasiste faisant l'éloge de la construction du barrage de Tabqa : « Le 5 juillet, l'Euphrate a rejoint une nouvelle école pour apprendre à lire et à écrire et pour tomber amoureux des champs et des arbres d'une manière moderne. À la porte de l'école, le président Hafez al-Assad a enlevé le manteau boueux du fleuve, lui a coupé les cheveux, les ongles et lui a donné un stylo à encre verte et un cahier pour écrire son journal en tant que fleuve civilisé ». Le film se termine par un monologue d'un vieux pêcheur sur un bateau flottant sur le lac el-Assad. Il dit que les enfants ne savent pas que l'Euphrate était différent autrefois et qu'ils « pensent que ce lac est là depuis toujours ». À un moment donné, il montre un plan d'eau et déclare que son village noyé s'y trouve,.
Le film utilise des plans larges et des gros plans, contrairement aux « ponctuations cinématographiques inhabituelles », y compris les arrêts sur image, les motifs récurrents et les angles déformés utilisés dans La Vie quotidienne dans un village syrien (1974), un film antérieur d'Amiralay. Samirah Alkassim écrit que Déluge au pays du Baas « montre que l'eau est une allégorie des politiques d'effacement qui nécessitent l'endoctrinement du peuple pour assurer sa conformité ». Selon Enab Baladi, les plans lents et silencieux du film reflètent la stagnation et la monotonie de la vie dans les villages autour du réservoir. Chantal Berman décrit le « plan récurrent caractéristique » du film comme un passage « atrocement lent » à travers une porte, qu'elle trouve claustrophobique à l'image de la « vision politique circonscrite ». Nathalie Khankan écrit à propos de la photographie du film : « La caméra d'Amiralay est patiente, les cadres sont soigneusement composés, la vue est tranquillement panoramique ».

## Fiche technique
- Titre français : Déluge au pays du Baas[14],[15]
- Titre original : Ṭoufān fi Balad al-Baath, طوفان في بلد البعث
- Réalisation : Omar Amiralay
- Scénario : Omar Amiralay
- Photographie : Meyar Roum
- Montage : Chantal Piquet, Fabio Balducci
- Sociétés de production : Arte France, AMIP, Ramad Film
- Pays de production :  Syrie -  France
- Langue de tournage : arabe
- Format : couleurs
- Genre : Documentaire
- Durée : 46 minutes
- Dates de sortie : 
  - Syrie : 2003
  - France : 13 avril 2012 (Fenêtres sur le cinéma du Sud de Lyon))

## Production
Dans son premier film, Film-essai sur le barrage de l'Euphrate (1970), Amiralay avait documenté la construction du barrage de Tabqa sur l'Euphrate par le parti Baas. Lors de la construction du barrage, le lac el-Assad a été formé comme réservoir du barrage, inondant des villages archéologiquement importants et déplaçant leurs habitants autochtones. Plus de trente ans de régime Baas plus tard, Déluge au pays du Baas critique le régime et le barrage. Pour le film, Amiralay a rendu visite à des membres de la tribu des Busha'ban qui avaient été déplacés par la construction du barrage, et a réutilisé des séquences du Film-essai sur le barrage de l'Euphrate pour critiquer son enthousiasme initial pour le parti, pour lequel il ressentait une « profonde honte »,,,. Comme le rapporte Neil MacFarquhar, Amiralay voulait « se racheter » et « exposer la propagande gouvernementale pour ce qu'elle est ». Dans une interview de 2008, Amiralay a expliqué son retour au Film-essai sur le barrage de l'Euphrate : « Voulant critiquer le régime du Baas, je peux en fait commencer par faire mon autocritique en admettant qu'à un moment donné, j'ai fait un film pour glorifier le barrage de l'Euphrate. Aujourd'hui, après l'avoir revu, je peux explorer ses effets catastrophiques - et l'intégrité exige que je m'inclue dans la critique ».
En faisant des recherches pour Déluge au pays du Baas, Amiralay en est venu à croire que le barrage n'avait pas été construit pour produire de l'énergie, mais pour protéger le régime de la possibilité que la Turquie restreigne l'approvisionnement en eau de la Syrie. Il a également été particulièrement choqué d'apprendre que le site submergé par le lac el-Assad était « l'endroit où les êtres humains sont devenus agriculteurs pour la première fois et ont quitté le stade de la chasse et de la cueillette, onze mille ans avant Jésus-Christ ». Amiralay a été inspiré pour réaliser le film après avoir assisté au renversement de Saddam Hussein en Irak, en déclarant : « Lorsque vous voyez l'un des deux partis Baas tomber, s'effondrer, vous ne pouvez qu'espérer que ce sera le tour du Baas syrien ». Le titre provisoire du film était Quinze raisons pour lesquelles je déteste le parti Baas,.

## Accueil
Le film est sorti en 2003 et est présenté en avant-première en 2004 aux Journées du cinéma de Beyrouth. Il a également été projeté à la Biennale des films arabes 2004 à Paris, où il a remporté le prix du meilleur court métrage,. Le jury du prix Horizons du DOK.FEST 2005 à Munich a décerné au film une mention spéciale. À la suite de pressions politiques, le festival du film de Carthage 2004 en Tunisie a annulé son projet de projeter Une inondation au pays du Baath. 53 réalisateurs ont critiqué cette décision dans une lettre ouverte adressée à la directrice du festival, Nadia Attia, et un certain nombre de cinéastes, dont Danielle Arbid, Joana Hadjithomas et Khalil Joreige, Nizar Hassan, Annemarie Jacir et Yousry Nasrallah, ont retiré leur participation en signe de protestation,,. Enab Baladi rapporte que le régime baasiste avait directement demandé au gouvernement tunisien d'empêcher la projection du film. En réponse aux réactions négatives, Attia a cédé et a réadmis la projection du film une seule fois, en dehors de la compétition officielle et le dernier jour du festival,. Jeune Afrique rapporte que la nouvelle de l'annulation de la projection n'était qu'une rumeur infondée et que le festival avait tenu sa promesse de ne pas s'engager dans la voie de la censure.